# Audrey Kawasaki

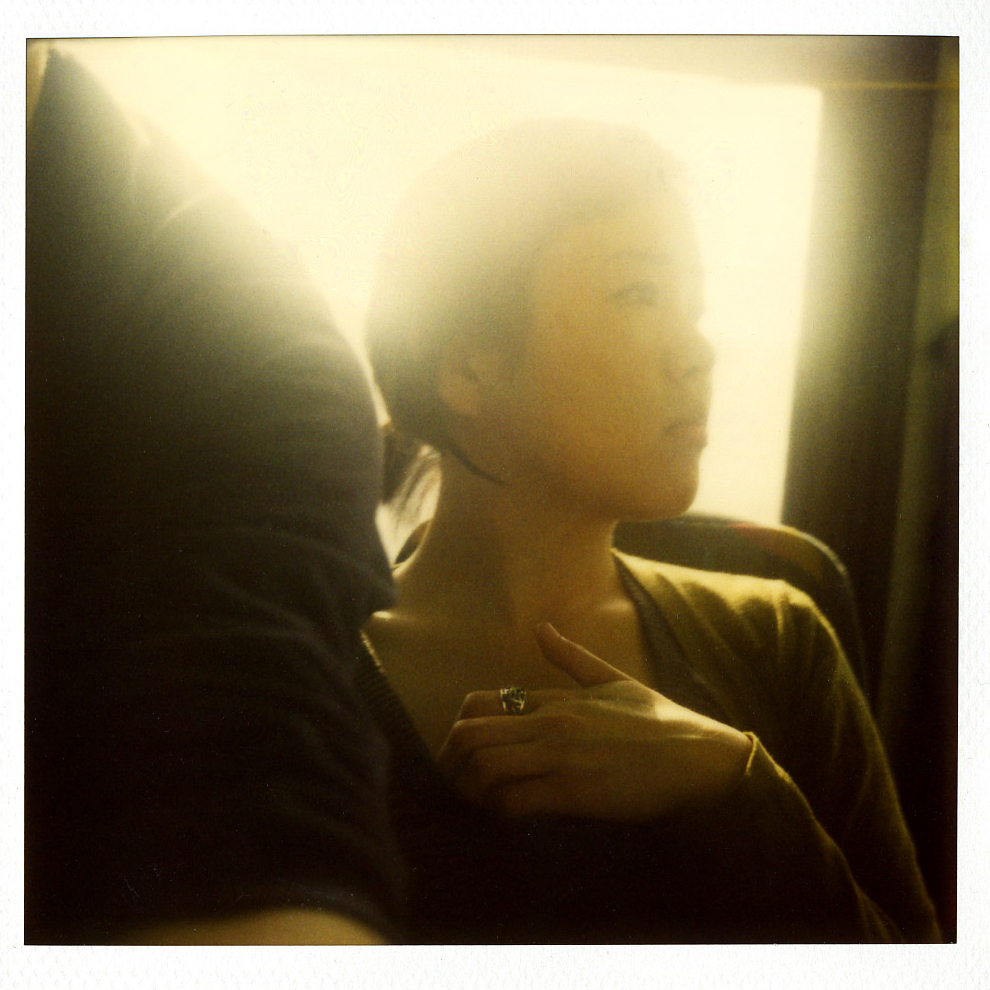
Audrey Kawasaki

Audrey Kawasaki (Los Angeles, 31 maart 1982) is een Amerikaanse kunstschilderes, bekend van haar erotisch-geladen portretten van jonge meisjes. Het zijn olieverfschilderingen op hout. Haar stijl wordt omschreven als een fusie tussen manga en art nouveau. 
Kawasaki studeerde twee jaar lang aan Pratt Institute in New York, maar brak deze studie af vanwege de nadruk in de kunstscene van New York op conceptuele kunst. Ze is meer geïnteresseerd in een figuratieve, illustratieve stijl. Invloedsbronnen voor haar werk zijn onder meer manga, Alfons Mucha en Egon Schiele. Kawasaki is de laatste jaren een rijzende ster in de kunst van Los Angeles.